# Droits LGBT en Irak
L'homosexualité était légale en Irak sous le régime de Saddam Hussein jusqu'en 2001. À cette date, sous la pression des conservateurs religieux, une loi est passée, qui criminalisait l'homosexualité de peine de prison et de mort en cas de récidive. La peine de mort n'a cependant jamais été appliquée pour cette accusation. 
Depuis la chute de Saddam Hussein, le statut de l'homosexualité est problématique. L'homosexualité n'est pas illégale de droit en Irak, mais elle demeure taboue. En 2009, des milices irakiennes sont soupçonnées d'avoir perpétré l'assassinat d'homosexuels et de travestis, en particulier à Sadr. Le département d'État des États-Unis fait mention dans son rapport sur les droits humains en 2012 d'une vague d'attaques violentes débutée en février 2012, allant jusqu'à l'assassinat d'au moins 12 personnes.

## Traitement médiatique, politique et juridique de cette question

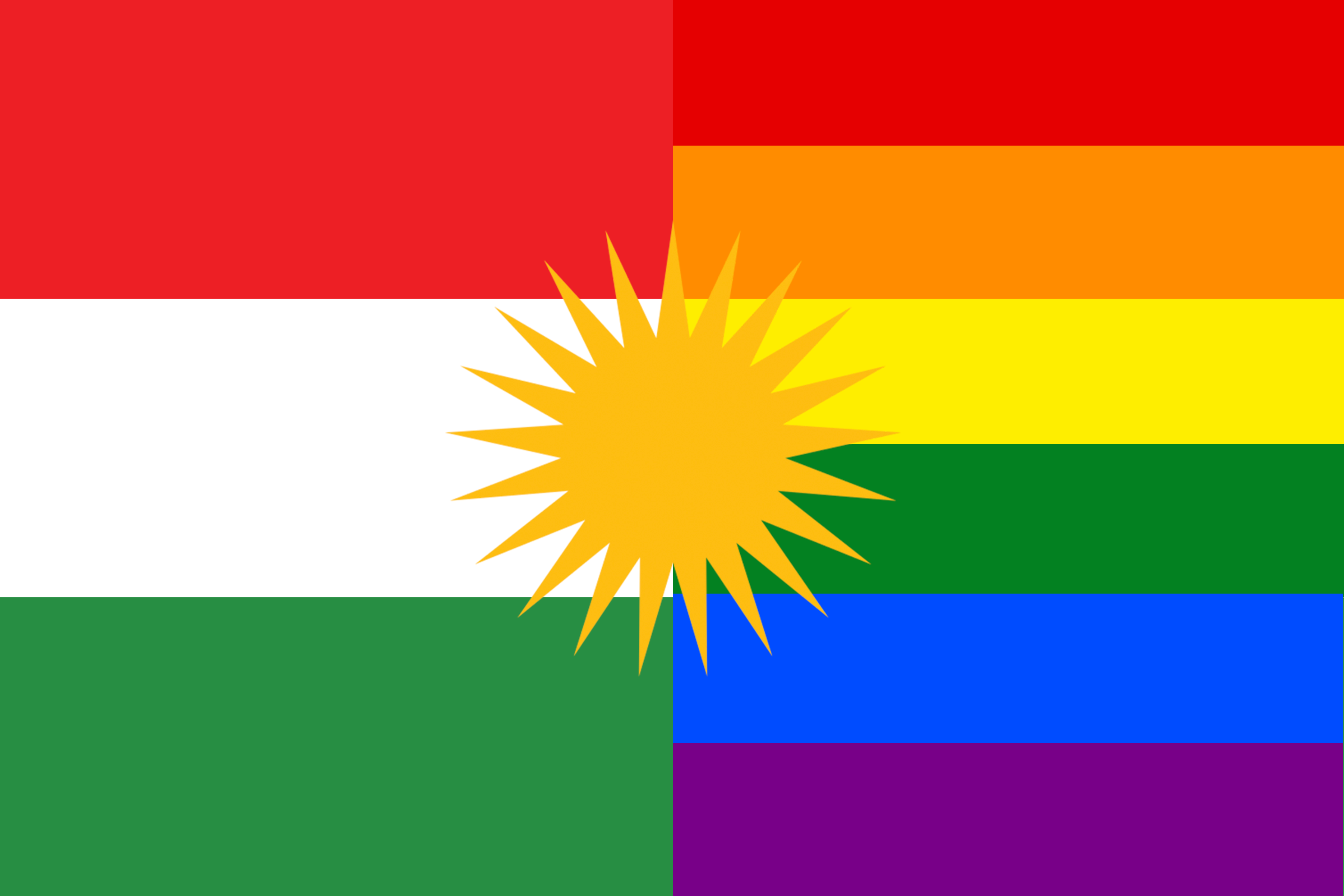
Fusion du drapeau de la fierté et du drapeau kurde.

L'Irak ne compte actuellement aucune loi sur l'homosexualité mais a recours au code pénal de 1969, l’article 401 qui interdit les « actes impudiques », fréquemment brandi comme prétexte pour arrêter des membres de la communauté LGBTQ. 
En septembre 2022, des membres du gouvernement du Kurdistan irakien proposent une loi anti-LGBT+ au niveau de la région autonome, prévoyant notamment la fermeture des médias et associations accusés de promouvoir l'homosexualité. En juillet 2023, un député irakien soumet une proposition de loi pour interdire l’homosexualité dans le pays. Le mois suivant, l’organe irakien de régulation médiatique du pays ordonne à tous les médias, applications mobiles, plateformes et réseaux sociaux de bannir de leur vocabulaire les mots « genre » et « homosexualité ». Si cette mesure n’est alors entérinée par aucune loi, un porte-parole du gouvernement précise que toute infraction pourrait être sanctionnée d’une amende. Deux semaines plus tard, le Parlement irakien annonce examiner un texte de loi prévoyant la peine de mort ou la réclusion à perpétuité pour quiconque établit une relation homosexuelle.
Depuis lors, une frénésie anti-LGBT est alimentée par des conservateurs religieux (à l'exception notable de Moqtada al-Sadr, qui appelle ses partisans à cesser les violences contre les homosexuels), mais aussi des individus affiliés à l’establishment politique. Ces derniers lient le sujet de l'homosexualité, à l'instar du féminisme, à un complot occidental contre la culture et la religion en Irak. L'égalité entre les hommes et les femmes autant que l'homosexualité sont considérés comme des menaces au modèle hégémonique patriarcal qui structure la société irakienne. Les idéologues homophobes et antiféministes se présentent ainsi comme garants de la culture locale authentique et des protecteurs de la religion, tout en instrumentalisant la défense de ces idées réactionnaires pour consolider leur propre pouvoir politique, religieux, ou clanique.
La défense de ces « causes » a également été exploitée comme un écran de fumée pour distraire l’opinion publique, et justifier la répression violente des manifestations de protestation contre le régime et les dissidents. En août 2023, un réseau d’intellectuels, de défenseurs des droits humains, de femmes et de personnalités issues de la société civile a dénoncé cette campagne dans une pétition intitulée « Sur le genre, les libertés et la justice sociale ». Ils demandent aux autorités de mettre fin à cette diabolisation et rappellent les obligations de l’État irakien découlant de ses engagements auprès des Nations unies et de la garantie constitutionnelle de l’égalité dans le pays.
En avril 2024, le Parlement irakien adopte un texte de loi criminalisant les relations homosexuelles et les personnes transgenres avec des peines pouvant aller jusqu'à 15 ans d'emprisonnement. En réaction, Amnesty International dénonce une « violation des droits humains fondamentaux », estimant que ces amendements « mettent en danger des Irakiens déjà harcelés au quotidien ».

## Associations pour les droits LGBT
Alwan (arabe : ألوان), littéralement « couleurs » en arabe, en référence aux couleurs du drapeau LGBT, est une ONG basée à Hambourg en Allemagne qui défend les droits des communautés LGBT dans la région MENA.
L'association est créée en novembre 2014 en Irak. Son but principal est de documenter toutes violations des droits humains qui ont trait à l'identité de genre et l'orientation sexuelle dans la région MENA, et de faire des études à partir de cette documentation afin de mettre en place des stratégies de protection des victimes adaptées au contexte et efficaces[réf. nécessaire].
Alwan est membre associé de l’ILGA.
En 2021 Alwan Tunisie, Irak et Algérie signent une pétition pour interdire les thérapies de conversion.
En 2022, un rapport de Human Rights Watch livre les témoignages de plusieurs dizaines de personnes LGBT victimes d’arrestations, d’enlèvements, de torture, de viols et de meurtres, et accuse le gouvernement irakien de fermer les yeux sur les agissements des groupes armés responsables qui opèrent en toute impunité. Parmi les cas les plus médiatisés, le DJ Arshad Haybat, enlevé en novembre 2020 et porté disparu, après avoir été accusé d’animer une soirée LGBT à Bagdad.